# Міжштатна автомагістраль 580 (Каліфорнія)
Міжштатна автомагістраль 580 (I-580) — автомагістраль 122 кілометри довжиною, допоміжне міжштатне шосе зі сходу на захід у Північній Каліфорнії. Автомагістраль 80, яка інтенсивно подорожує, пролягає від US Route 101 (США 101) у Сан-Рафаелі в районі затоки Сан-Франциско до I-5 у точці за межами південної межі міста Трейсі в Центральній долині. I-580 формує паралельність з I-80 між Олбані та Оклендом, останній з яких є місцем розташування розв'язки MacArthur Maze безпосередньо на схід від мосту Сан-Франциско–Окленд-Бей. I-580 забезпечує сполучення з району затоки до південної долини Сан-Хоакін і Південної Каліфорнії через I-5, оскільки I-5 оминає район затоки на сході.
Частина автомагістралі I-580 називається автострадою МакАртура на честь генерала Дугласа Макартура. Інші частини називаються автострада Джона Т. Нокса (на честь колишнього тимчасового спікера Асамблеї штату Каліфорнія), автострада Істшор (на честь її розташування в затоці Сан-Франциско), автострада Артура Х. Бріда-молодшого (на честь колишньої Каліфорнії Учасник зборів штату та сенатор — сама ділянка, що лежить між містами Долина Кастро та Дублін), шосе Вільяма Елтона «Брауні» Брауна (після того, як житель Трейсі допоміг визначити маршрут I-5 через долину Сан-Хоакін). Меморіальне шосе Даніеля Сакаї (після того, як житель долини Кастро та офіцер спецназу Окленда були вбиті під час розстрілу поліцейських Окленда у 2009 році), і Меморіальне шосе Джона П. Міллера (після того, як житель Лодай та офіцер дорожньо-патрульної Каліфорнії були вбиті під час погоні за водієм, який перебував в нетверезому стані).

## Опис маршруту

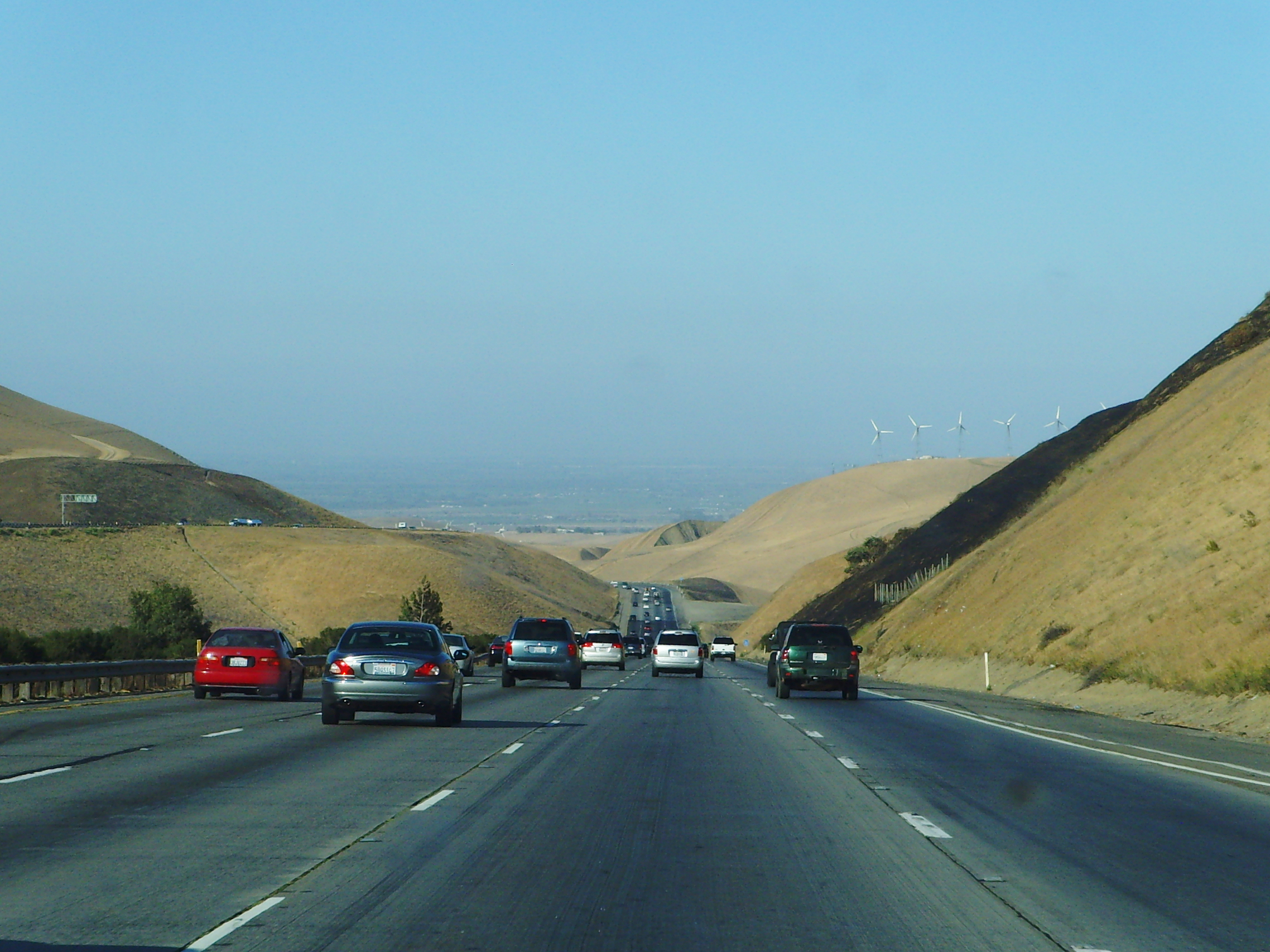
Виникає в Центральній долині біля Трейсі

Західна кінцева розв‘язка I-580 становить приблизно 16 км на північ від Сан-Франциско в місті Сан-Рафаель (округ Марін), на стику з США 101. Розв'язка з США 101 є неповним, дозволяючи лише безперервні подорожі з південного напрямку США 101 до I-580 на схід (через вихід 451B) і від I-580 на захід до США на північ 101. Рухаючись на схід через легкопромислову частину східного Сан-Рафаеля, I-580 забезпечує доступ до державної в'язниці Сан-Квентін на східному краю суші перед з'єднанням з мостом Річмонд-Сан-Рафаель і перетином затоки Сан-Франциско. I-580 в'їжджає в місто Річмонд в окрузі Контра-Коста на середині прольоту, потім продовжує рух через Річмонд, щоб приєднатися до I-80 в Олбані на «Hoffman Split».